# Wojtek Pilichowski
Pour les articles homonymes, voir Pilichowski.
Wojtek Pilichowski (né le 16 avril 1969 à Varsovie) est un bassiste et compositeur polonais.
Il a joué avec des artistes tels que Michał Urbaniak, Gregg Bissonette (David Lee Roth, Joe Satriani), Ricky Latham, Maryla Rodowicz, Nicko McBrain (Iron Maiden), Marco Minnemann (H-Blockx), Vinnie Moore, Kasia Groniec, Chris de Burgh, Funky Filon, Edyta Górniak, Kasia Kowalska, Zbigniew Marek et Raduli Hołdys.
Fondateur de Pilichowski Band (Pilichowski, Wojciech Olszak, Kamil Barański, Radek Owczarz, Bartłomiej Papierz), il est membre du groupe πR2 (avec Marek Tomasz Raduli et Łosowski) et du supergroupe polonais Woobie Doobie.

## Discographie

### Albums solo et avec le Pilichowski Band
- 1994 - Wojtek Pilichowski
- 1996 - Granat
- 1998 - Lodołamacz (P.U.F. sur la pochette signifie Pilich Und Funk)
- 2001 - Π
- 2004 - Jazzga-Live
- 2005 - Definition of Bass

### Woobie Doobie
- 1995 The Album
- 2000 Bootla

### πR2
- 2005 transporter

## Publication
- (pl) Wojciech Pilichowski, 3 x bas: nowe techniki: nowe metody nauki dla basistów już grających: klangowanie, gongowanie, szarpanie, podrywanie, slapowanie, Professional Music Press, 1997  (ISBN 839004059X).